# Premierenbesetzungen des Glyndebourne Festivals 1934 bis 1940

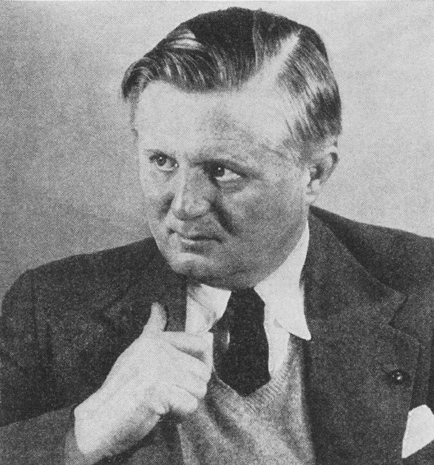
Fritz Busch

Die Premierenbesetzungen des Glyndebourne Festivals 1934 bis 1940 umfassen alle Neuproduktionen des Glyndebourne Festivals in den Jahren 1934 bis 1940. Das Festival wurde von dem Dirigenten Fritz Busch und dem Schauspieler und Regisseur Carl Ebert gegründet, die beide aufgrund der NS-Kulturpolitik Deutschland verlassen hatten. Beide waren überzeugte Antinationalsozialisten und positionierten das Festival als Ort der Internationalität und der Humanität. Diese Periode des Festival endete nach dem Ausbruch des Zweiten Weltkrieges.
Fritz Busch emigrierte weiter in die Vereinigten Staaten, das Festival konnte erst 1946 den Betrieb wieder aufnehmen. Busch kehrte 1950 nach Glyndebourne zurück, verstarb aber im September des folgenden Jahres.

## 1934
| Così fan tutte von Wolfgang Amadeus Mozart     |                                          | | |
| Fritz Busch                                    | Carl Ebert Hamish Wilson, Ann Litherland | Ina Souez Fiordiligi Luise Helletsgruber Dorabella Irene Eisinger Despina                                                                                     | Heddle Nash Ferrando Willi Domgraf-Fassbaender Guglielmo Vincenzo Bettoni Don Alfonso                                                                    |
| Le nozze di Figaro von Wolfgang Amadeus Mozart |                                          | | |
| Fritz Busch                                    | Carl Ebert Hamish Wilson, Ann Litherland | Audrey Mildmay Susanna Aulikki Rautawaara Contessa Almaviva Luise Helletsgruber, Lucie Manén Cherubino Constance Willis Marcellina Winifred Radford Barbarina | Willi Domgraf-Fassbaender Figaro Roy Henderson Conte Almaviva Norman Allin Bartolo Heddle Nash Don Basilio Fergus Dunlop Antonio Morgan Jones Don Curzio |

## 1935
| Die Entführung aus dem Serail von Wolfgang Amadeus Mozart |                                          | | |
| Fritz Busch                                               | Carl Ebert Hamish Wilson, Ann Litherland | Noel Eadie Konstanze Irene Eisinger Blonde | Walther Ludwig Belmonte Heddle Nash Pedrillo Ivar Andrésen Osmin Carl Ebert Bassa Selim |
| Die Zauberflöte von Wolfgang Amadeus Mozart               |                                          | | |
| Fritz Busch                                               | Carl Ebert Hamish Wilson                 | Aulikki Rautawaara Pamina Mìla Kočová/Noel Eadie Königin der Nacht Luise Helletsgruber Erste Dame Soffi Schonning Zweite Dame Betsy de la Porte Dritte Dame Irene Eisinger Papagena Winifred Radford, Jean Beckwith, Molly Mitchell Drei Knaben | Walther Ludwig Tamino Willi Domgraf-Fassbaender Papageno Ivar Andrésen Sarastro Edwin Ziegler Monostatos John Brownlee, Carl Ebert Sprecher Morgan Jones, Gerald Kassen Priester, Geharnischte |

## 1936
| Don Giovanni von Wolfgang Amadeus Mozart |                                         |                                                                              | |
| Fritz Busch                              | Carl Ebert Hamish Wilson, Hein Heckroth | Ina Souez Donna Anna Luise Helletsgruber Donna Elvira Audrey Mildmay Zerlina | John Brownlee Don Giovanni Salvatore Baccaloni Leporello Koloman von Pataky Don Ottavio David Franklin Komtur Roy Henderson Masetto |

## 1938
| Macbeth von Giuseppe Verdi         |                                         |                                                             | |
| Fritz Busch                        | Carl Ebert Caspar Neher                 | Vera Schwarz Lady Macbeth Elizabeth Abercrombie Gentlewoman | Francesco Valentino Macbeth David Lloyd Macduff David Franklin Banquo Eric Starling Malcolm Fergus Dunlop A Doctor Cuthbert Matthews A Servant Robert Rowell A Murderer |
| Don Pasquale von Gaetano Donizetti |                                         |                                                             | |
| Fritz Busch                        | Carl Ebert Hamish Wilson, Kenneth Green | Audrey Mildmay Norina                                       | Salvatore Baccaloni Pasquale Dino Borgioli Ernesto Mariano Stabile Malatesta Fergus Dunlop Notary                                                                       |

## 1940
Diese Produktion wurde nicht in Glyndebourne selbst gezeigt, sondern als wartime tour in einigen englischen Opernhäusern.
| The Beggar’s Opera von Johann Christoph Pepusch |                                          |                                                                                                |                                                                          |
| Frederic Austin Anthony Bernard Michael Mudie   | John Gielgud Motley Theatre Design Group | Audrey Mildmay/Irene Eisinger Polly Constance Willis/Elsie French Mrs. Peachum Linda Gray Luca | Michael Redgrave Macheath Roy Henderson Peachum Joseph Farrington Lockit |

## Wiederaufnahmen
Besetzungsänderungen der Wiederaufnahmen:
- Così fan tutte:
  - 1935: John Brownlee Don Alfonso. 1936: Roy Henderson Guglielmo, Tatiana Menotti Despina und wiederum Brownlee als Don Alfonso. 1937: Wiederum die Ursprungsbesetzung, jedoch mit Salvatore Baccaloni und Brownlee alternierend als Don Alfonso. 1938: Mit Henderson und Brownlee. 1939: Erstmals Risë Stevens als Dorabella und Gino del Signore als Ferrando.

- Le nozze di Figaro:
  - 1935: Hans Oppenheim Dirigent, alternierend mit Fritz Busch. 1936: Mariano Stabile Figaro, John Brownlee Conte Almaviva. 1937: Irene Eisinger Susanna, Marita Farell Cherubino. 1938: Keine Neubesetzungen. 1939: Alberto Erede Dirigent, alternierend mit Fritz Busch, Maria Markan Contessa Almaviva.

- Die Entführung aus dem Serail:
  - 1936: Julia Moor Konstanze, Irma Beilke Blonde, Koloman von Pataky Belmonte, Salvatore Baccaloni Osmin. 1937: Margherita Perras Konstanze, Eric Starling Belmonte, Herbert Alsen Osmin.

- Die Zauberflöte:
  - 1936: Hans Oppenheim Dirigent, alternierend mit Fritz Busch, Julia Moor Königin der Nacht (alternierend mit Noel Eadie), Thorkild Noval Tamino, Roy Henderson Papageno, Alexander Kipnis Sarastro. 1937: Sinäda Lissitschkina Königin der Nacht, Herbert Alsen und David Franklin Sarastro.

- Don Giovanni:
  - 1937: Dino Borgioli Don Ottavio. 1938:  Alberto Erede Dirigent, alternierend mit Fritz Busch. 1939: Hella Toros Donna Elvira, David Lloyd Don Ottavio (alternierend mit Dino Borgioli).

- Don Pasquale:
  - 1939: Luigi Fort Ernesto

## Tondokumente
- Mozart: Così fan tutte, mit Ina Souez (Fiordiligi), Luise Helletsgruber (Dorabella), Irene Eisinger (Despina), Heddle Nash (Ferrando), Willi Domgraf-Fassbaender (Guglielmo), John Brownlee (Alfonso). Glyndebourne Festival Orchestra, Dirigent: Fritz Busch. Erste Gesamtaufnahme dieser Oper, 1935. Naxos 8.110280-81. (Remastered Version, 2004)
- Mozart: Don Giovanni, mit John Brownlee (Don Giovanni), Salvatore Baccaloni (Leporello), Ina Souez (Donna Anna), Koloman von Pataky (Don Ottavio), Luise Helletsgruber (Donna Elvira), Audrey Mildmay (Zerlina), Roy Henderson (Masetto), David Franklin (Commendatore). Glyndebourne Festival Orchestra, Dirigent: Fritz Busch. Erste Studio-Gesamtaufnahme dieser Oper, 1936. His Master’s Voice, später auch RCA Victor, Turnabout TV-4117-4119, reissued in 1989, Pearl GEMM CDS-9369 und Naxos 8.110135-37.
- Mozart: Le nozze di Figaro, mit Audrey Mildmay (Susanna), Aulikki Rautawaara (Contessa Almaviva), Luise Helletsgruber (Cherubino), Constance Willis (Marcellina), (unbekannt) Barbarina, Willi Domgraf-Fassbaender (Figaro), Roy Henderson (Conte Almaviva), Norman Allin (Bartolo), Heddle Nash (Don Basilio). Glyndebourne Festival Orchestra, Dirigent: Fritz Busch. 1934–35. Turnabout TV-4114-4116, reissued in 1981, Turnabout Historical Series THS 65081-83, in 1989, Pearl GEMM CDS-9375, und Naxos (2002) 8.110186-87.

## Quelle
- Glyndebourne Performance Archive, offizielle Website